# Scaphyglottis summersii
Scaphyglottis summersii är en orkidéart som beskrevs av Louis Otho Otto Williams. Scaphyglottis summersii ingår i släktet Scaphyglottis och familjen orkidéer. Inga underarter finns listade i Catalogue of Life.